# 아티스트스튜디오
주식회사 아티스트스튜디오는 대한민국의 드라마 제작사이자 매니지먼트 기업이다. 성균관 스캔들, 재벌집 막내아들, 백설공주에게 죽음을, 마에스트라, 직필 등의 드라마를 제작하였다. 2020년 사업 부문별 매출 비중은 제작 86%, 저작물 14%이다.

## 역사
2007년에 설립되었으며 2021년 12월 30일에 코넥스에서 코스닥으로 이전 상장하였다.

## 드라마 제작사

### KBS
월화 드라마
- 성균관 스캔들
- 싱글파파는 열애중
- 광고천재 이태백
- 오아시스
- 좀비탐정
- 뷰티풀 마인드
- 별난 며느리

수목 드라마
- 그저 바라보다가
- 어셈블리
- 학교 2021

주말 드라마
- 내 사랑 금지옥엽
- 미녀와 순정남 현재 방영중

### 타사
금토 드라마
- 백설공주에게 죽음을-Black Out 현재 방영중

금토일 드라마
- 재벌집 막내아들

## 같이 보기
- 이정재
- 아티스트유나이티드